# Artmajeur
Artmajeur é uma galeria de arte online com sede em Montpellier, França e fundada em 2000. Permite que os artistas apresentem pinturas, esculturas, fotografias, desenhos e gravuras originais.

## História
Artmajeur foi fundada em 2000 por Samuel Charmetant e Yann Sarazin, então estudantes de ciências da computação na Universidade de Montpellier. A plataforma mantém presença offline na forma de uma Art Magazine trimestral, e através da participação em feiras de arte internacionais.
Em 2015, Artmajeur lançou uma galeria virtual em visualização 3D da Place Vendôme (Paris, France).
Durante o bloqueio do COVID-19, Artmajeur promoveu a campanha #ArtistSupportPledge nas redes sociais.
Em 2021, Samuel Charmetant foi nomeado Cavaleiro da Ordem Nacional do Mérite (França) por fundar a plataforma e por desenvolvê-la.
Artmajeur apresenta artistas de 200 países, e está disponível em vários idiomas, incluindo chinês, japonês e russo. 

## Artistas
A plataforma apresenta artistas emergentes e conhecidos, incluindo:
- Shepart Fairey (Obey), Salvador Dalí,[13] Takashi Murakami,[14] Antonio Spinosa, Osmar Dallabona, Leonid Afremov,[15] Jean Humbert Salvoldeli.[16]